# Nu suntem îngeri (film din 1989)
Nu suntem îngeri (în engleză We're No Angels) este un film american de comedie din 1989 regizat de Neil Jordan, cu Robert De Niro, Sean Penn și Demi Moore în rolurile principale. Este o refacere a filmului omonim din 1955 care a fost regizat de Michael Curtiz pe baza piesei de teatru  My Three Angels de Samuel și Bella Spewack; piesă de teatru care, la rândul său, se bazează pe piesa de teatru franceză La Cuisine Des Anges de Albert Husson.
Filmul din 1989, la rândul său, a fost refăcut în 2013 ca Romans, un film malayalam (India) regizat de Boban Samuel.
A primit recenzii mixte și a încasat 10,5 milioane de dolari americani la un buget de 20 de milioane de dolari americani.

## Rezumat
În 1935, condamnații din perioada marei crize economice, Ned și Jim, închiși pentru acuzații nespecificate și abuzați de un gardian nemilos, împotriva dorinței lor, evadează din închisoare împreună cu un criminal periculos, Bobby, după ce acesta scapă de scaunul electric.
Cei doi ajung într-un mic oraș din nordul statului New York, lângă granița dintre Canada și SUA, unde sunt confundați cu o pereche de preoți care sunt așteptați la mănăstirea locală. Ei vor să fugă, dar nu pot, deoarece neînțelegerile și echipa de căutare a lui Bobby fac o călătorie spre Canada, peste un pod, aproape imposibilă.
Ned și Jim continuă să se prefacă ca preoți, după ce părintele Levesque i-a primit cu încredere. O oportunitate se prezintă sub forma unei procesiuni către biserica înfrățită de peste graniță. Fiecare preot participant trebuie să aducă pe cineva care are nevoie de ajutor, așa că se hotărăsc asupra fiicei surdo-mute a lui Molly, o spălătoreasă și prostituată locală.
Bobby este ucis de poliție în timpul procesiunii. Ned o salvează pe fiica lui Molly de la înec, iar după acest eveniment ea începe să vorbească. Jim se împrietenește cu un tânăr călugăr și decide să rămână în mănăstire pentru a deveni efectiv preot. Ned o duce pe Molly și fiica ei în Canada.

## Distribuție
- Robert De Niro – Ned
- Sean Penn – Jim
- Demi Moore – Molly
- Hoyt Axton – părintele Levesque
- Bruno Kirby – ajutor de șerif
- Ray McAnally – director închisoare
- James Russo – Bobby
- Wallace Shawn – Translator
- John C. Reilly – tânăr călugăr

## Producție
Proiectul părea că nu poate eșua: a scris A.J. Black, cu Robert De Niro și Sean Penn ca două vedete care aduceau bani filmelor în care jucau, cu scenaristul David Mamet („un renumit meșter de cuvinte”) și regizat de un tânăr regizor apreciat. Mamet a preluat premisa inițială din filmul cu același nume din 1955, dar a creat un nou scenariu. Deși povestea este plasată în nordul statului New York, a fost filmată în Mission, Columbia Britanică. Scenografia a presupus crearea unui întreg oraș pe malul râului, cu un buget de 2,5 milioane de dolari canadieni doar pentru decor, fiind cel mai mare buget pentru un film produs în Canada până la acea dată.

## Recepție
Filmul a avut recenzii mixte. Pe Rotten Tomatoes, pe baza a 21 de recenzii, are un scor mediu de 5,2/10. Publicul chestionat de CinemaScore a acordat filmului nota „B-” pe o scară de la „A+” la „F”.
Lui Roger Ebert i-a plăcut filmul, spunând că „Robert De Niro și Sean Penn au două dintre cele mai bune fețe din filme - fețe răvășite, laterale, cu multă răutate în ochi. Nu suntem îngeri este un film creat pentru acele fețe, iar una dintre plăcerile vizionarii filmului este să-i vezi uitându-se unul la altul în timp ce încearcă să găsească o cale de a ieși din încurcătura complicată în care se află.”
Într-o recenzie retrospectivă din 2019, criticul John Hansen a scris: „Nu suntem îngeri a fost probabil afectat de faptul că nu a fost atrăgător la suprafață atât pentru cinefilii religioși, cât și pentru cei nereligioși, ambele grupuri presupunând că filmul nu este pentru ei. Dar de fapt este pentru toți, pentru oricine se bucură de o comedie inteligentă.”

### Box office
Filmul a debutat pe locul 8 la box office-ul din Statelor Unite ale Americii. În mod similar, a eșuat și la lansarea sa pentru acasă (home video).